# Franck et Fils
Franck et Fils was een warenhuis aan 80 Rue de Passy in het 16e arrondissement van Parijs. Het in 1937 opgerichte warenhuis was sinds 1994 onderdeel van de Groupe Le Bon Marché, eigendom van LVMH. Het sloot zijn deuren in juli 2016, waarna het pand werd verbouwd tot La Grande Epicerie de Paris, eveneens eigendom van LVMH.

## Geschiedenis
In 1897 begon de uit de Elzas afkomstige Emma Franck in Passy een kleine fourniturenwinkel met de naam Les Galeries Parisiennes. Hier werden stoffen, linten en hoeden verkocht. Na de Eerste Wereldoorlog trad Emma's zoon George toe tot het bedrijf. De winkel kreeg een werkplaats waar klantorders binnen 24 uur gereed waren. Het werd een groot succes en de winkel breidde zich uit tot een volledige damesmodewinkel. Emma Franck introduceerde de eendaagse uitverkoop in plaats van de 14-daagse uitverkoop, zodat klanten sneller terug zouden komen.
In 1937 openden ze een winkel op nummer 80 aan de Rue de Passy in Parijs, waarmee Franck et Fils was geboren. In de jaren 1960 besloot George Franck om het Miss Franck concept te introduceren. Samen met merken als Georges Rech en Cacharel wilde het bedrijf focussen op prêt-a-porter. Emma stierf in 1964 en zoon Georges in 1976, waarna het bedrijf door de volgende generatie Franck werd overgenomen. In 1994 werd het bedrijf overgenomen door de Groupe Bon Marche, dat onderdeel is van LVMH. Het warenhuis kreeg een makeover en was tot augustus 2008 de grootste damesmodeboetiek van Parijs. Merken als Chanel, Dior en Tod's hadden eigen ruimten in het warenhuis. In september 2008 nam Franck et Fils herenmode op in het assortiment. Het warenhuis had tot de sluiting zijn oorspronkelijke decor behouden met parketvloeren, lijstwerk en een grote centrale trap naar de verdiepingen.